# Iraota johnsoniana
Iraota johnsoniana är en fjärilsart som beskrevs av Holland 1891. Iraota johnsoniana ingår i släktet Iraota och familjen juvelvingar. Inga underarter finns listade i Catalogue of Life.